# Enseada

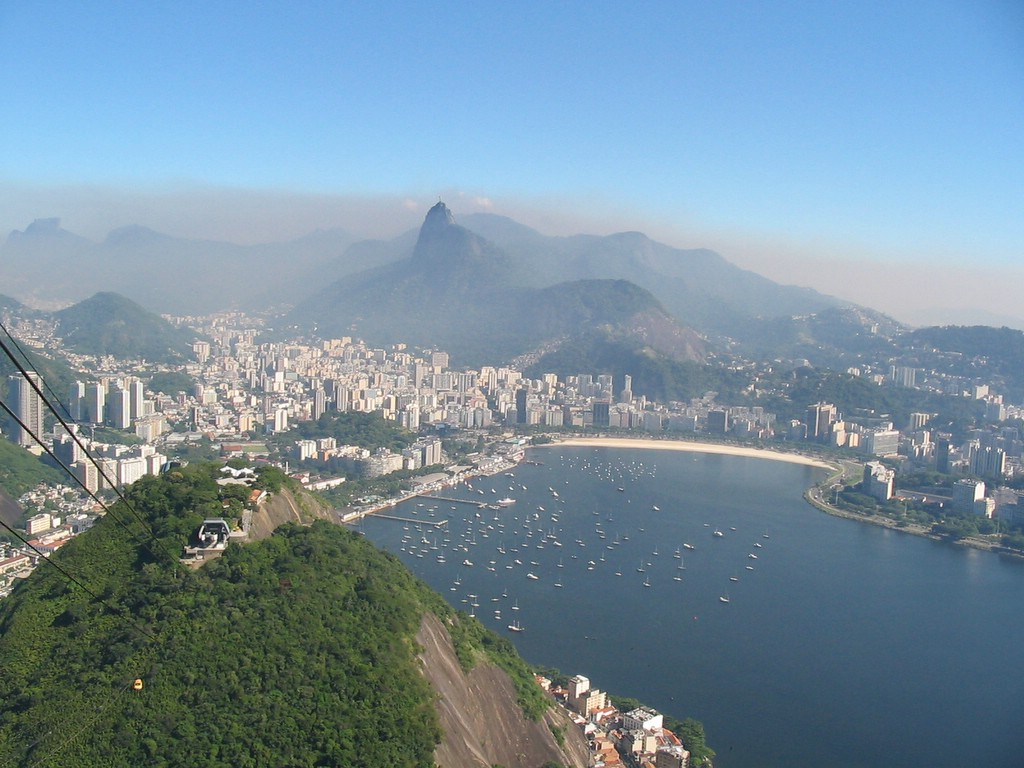
Enseada de Botafogo, na cidade do Rio de Janeiro, Brasil.

Enseada é uma reentrância aberta da costa em direção ao mar, geralmente limitada por dois promontórios (porções mais elevadas). O termo deriva da palavra seio ou seno ("curvatura") e refere-se a um recorte da linha costeira, o qual forma uma pequena baía. Antigamente, para os vários povos navegadores, as enseadas eram ótimos locais para desembarque de tropas em longos períodos de guerra.
A reentrância é uma concavidade semicircular na terra de tamanho médio na costa litorânea (de tamanho entre o golfo e a enseada).
O escritor Francisco de São Luiz Saraiva deu uma explicação bem clara do termo no livro Ensaio sobre alguns synonymos da lingua Portugueza, volume 2, de 1828:
«Enseada refere propriamente à curvatura das praias ou ribeiras do mar, a qual faz uma espécie de arco, ou seio, em que entram as águas (…)»
Alguns exemplos de enseada da costa brasileira:
- Enseada de Manaíra, João Pessoa (Paraíba)

- Enseada dos Corais, Cabo de Santo Agostinho, (Pernambuco)
- Coroa Vermelha, Porto Seguro (Bahia)